# Severo Gómez Núñez
Severo Gómez Núñez (Cubillos del Sil, 6 de noviembre de 1859 - Madrid, 1 de marzo de 1939) fue un militar, político, escritor, geógrafo, español que desarrolló su vida en la España de la segunda mitad del s. XIX y comienzos de s. XX, asistiendo en primera persona al fin de las colonias y, muy especialmente, a la pérdida de Cuba, donde se encontraba destinado durante la Guerra de Independencia cubana y posterior Guerra hispano-estadounidense, participado en ambas como capitán de artillería.
Ya en España, y tras ser elegido diputado en cortes por El Bierzo, desempeñó diversos cargos públicos, manteniendo una intensa labor como escritor y divulgador sobre distintos temas y materias, integrado los últimos años de su vida, y tras ser nombrado director general del Instituto Geográfico y Estadístico, en la Real Sociedad Geográfica, en la que publicó diversos artículos e impartió conferencias sobre El Bierzo, llegando a ser Vicepresidente de la Unión Geográfica Internacional.

## Reconocimientos

Cruz del Mérito Militar de primera clase con distintivo rojo

Placa de la Orden de San Hermenegildo